# Едвард Себін
Едвард Себін (сер Edward Sabine, 1788–1883, прізвище часто транслітерує як Себайн або Сабін) — англійський фізик і математик, перебував на військовій службі за артилерійському відомстві. Член Лондонського королівського товариства (з 1818), в 1850–1861 рр. — його віце-президент, в 1861–1871 рр. — президент.

## Біографія
Себін брав участь в експедиції Вільяма Паррі 1818–1819 рр., що мала на меті відкриття Північно-Західного проходу, в ході якої робив дослідження в області магнетизму й вчення про маятник. Для продовження цих досліджень він в 1823 р. об'їздив морський берег Сьєрра-Леоне від східного берега Північної Америки добрався в 1823 р. до Гаммерфеста, Шпіцбергена і Гренландії. Результати вимірювань, проведених під час цих подорожей, він виклав у своїй праці «A pendulum expedition etc.» (Лондон, 1825). У 1865 р. Себіну присвоєно звання генерал-лейтенант. У своєму «Report on the variationis of the magnetic intensity observed at different points of the earth's surface» (Лондон, 1838) Себін намагався підкріпити гаусову теорію земного магнетизму графічним зображенням результатів спостережень Ермана і Ганстіна. Особливо Себін прославився своїми працями з улаштування системи метеоролого-магнітних обсерваторій в англійських колоніях. Про ці обсерваторії, які довго перебували під головним його управлінням, він надрукував «Contributions to terrestrial magnetism» (1840–1876). Себіну належить ще твір «On the cosmical features of terrestrial magnetism» (Лондон, 1862). Дружина Себіна переклала англійською мовою «Подорож по Сибіру» Фердинанда Врангеля, «Kosmos» і «Ansichten der Natur» Гумбольдта.
Іменем вченого названа вилохвостий мартин (Xema sabini), острів Сейбін в східній Гренландії, кратер Себін на Місяці, одна із найвищих вершин Адміралтейських гір, що в Східній Антарктиді — гора Себін (3720 м).